# Pandolf V de Capoue
Pour les articles homonymes, voir Pandolf.
Pandolf V ou VI de Capoue (surnommé Gualo)  (mort en 1057) est un prince de Capoue qui règne de 1050 à 1057.

## Origine
Pandolf V de Capoue est le fils et successeur de Pandolf IV.

## Règne
Pandolf est associé au trône par son père en 1020. Puis de nouveau en 1038 conjointement avec son propre fils Landolf VIII. Il succède à son père en 1050 et s'associe Landolf VIII avant de mourir sept ans plus tard en 1057.

## Union et Postérité
Pandolf V laisse deux enfants :
- Landolf VIII de Capoue ;
- Adelgrime (morte après mars 1096) épouse de Rainald comte de Marsi.

## Sources
- Jules Gay L'Italie méridionale et l'Empire byzantin depuis l'avènement de Basile Ier jusqu'à la prise de Bari par les Normands (867-1071) Albert Fontemoing éditeur, Paris 1904 p. 636.
- Venance Grumel Traité d'études byzantines La Chronologie: Presses universitaires de France Paris 1958, « Princes Lombards de Bénévent et de Capoue » p. 418-420.
- Pierre Aubé Les empires normands d'Orient Librairie académique Perrin, Paris 1991  (ISBN 201278738X).
- (en) Pandolf V (1049-1057)   sur le site Medieval Lands.